# Бломберг
Бломберг — баронский род.

## Происхождение и история рода
Фамилия их происходит из Вестфалии, где владела замком Бломберг. В начале XIV века Павел фон Бломберг переселился в Лифляндию. Внук его, Зигфрид, был рижским архиепископом (1369). Рыцарь ливонского ордена Конрад фон Бломберг убит в сражении под Танненбергом (1410).
Иоанн-Альбрехт вместе с братьями своими, Себастианом и Германом, возведен Леопольдом I в баронское Римской империи достоинство (05 мая 1670). Иоанн-Альбрехт, военный и придворный советник императора Леопольда I, посол в Москве при дворе Ивана V и Петра I Алексеевичей (1682).

## Род в России
Неизвестно, к этой ли фамилии или к другой принадлежали Константин Андреевич и Ефим Константинович Бломберги, бывшие в Московском государстве в XVII веке первый дворянином московским (1672-1677), а второй стряпчим (1693).
Высочайше утверждённым (25 декабря 1901) мнением Государственного совета дозволено капитану Эрнсту-Карлу-Готлибу Фридрихову-Карлову-Иоганнову фон-Бломберг, с нисходящим потомством, пользоваться баронским титулом.